# Cosmiophaena pilosula
Cosmiophaena pilosula är en skalbaggsart som beskrevs av Ernst Gustav Kraatz 1899. Cosmiophaena pilosula ingår i släktet Cosmiophaena och familjen Cetoniidae. Inga underarter finns listade i Catalogue of Life.